# ChemDraw
ChemDraw是一个化学信息学的画图软件，最初由Selena "Sally" Evans、David A. Evans、Stewart Rubenstein三人在1985年发布，三人也因此成立了CambridgeSoft公司，2011年被珀金埃尔默收购，2022年珀金埃尔默公司拆分后软件版权归于新成立的Revvity。

## 文件格式
ChemDraw最初使用的文件檔案格式是扩展名为.cdx的文件，在引入XML后改为.cdxml，此外还兼容.mol、.sdf、.skc等格式。